# Sárkányvadászok
A Sárkányvadászok (eredeti cím: Chasseurs de dragons / Dragon Hunters) egy 2008-ban francia–német–luxemburgi koprodukcióban készült 3D-s animációs fantasy film.

## Történet
|  | Alább a cselekmény részletei következnek! |

Annyi apró szigetből áll a világ, ahány sárkány bujkál benne. Minden sziget és minden sárkány is különböző. A végtelen űr mesés szigetein királyságok, pusztuló várak, láthatatlan tavak lebegnek. Ebben a különös világban próbál boldogulni Lian-Chu, a nagy erejű, jámbor sárkányvadász és Gwizdo, megállíthatatlan beszédű, de a sárkányvadászatban kevéssé hasznos társa, és kedves kék kutyájuk. 
Arthur, az öreg király ismeri a jóslatot, miszerint hamarosan visszatér a legnagyobb sárkány, a Világfaló. A két szakember elvállalja kézre kerítését, de csak az előleg kedvéért: nem bolondok, hogy szembeszálljanak a leghatalmasabb fenevaddal! A király unokahúga, Zoé azonban olyan gáncs nélküli lovagoknak hiszi őket, mint amilyenekről a regényeiben olvasott. Megszökik otthonról, és csatlakozik a vándorokhoz – akik továbbra is úgy tesznek, mintha a borzasztó sárkányt keresnék. Egészen addig, míg a jóslat részletei beteljesülni nem látszanak, és tényleg rá nem találnak a hatalmas Világfalóra, hogy aztán megvető bátorsággal szembenézzenek vele.
|  | Itt a vége a cselekmény részletezésének! |

## Szereplők
| Szereplő              | Eredeti hang         | Eredeti hang         | Magyar hang      |
| Szereplő              | Francia              | Angol                | Magyar hang      |
| --------------------- | -------------------- | -------------------- | ---------------- |
| Gwizdo                | Patrick Timsit       | Rob Paulsen          | Görög László     |
| Lian-Chu              | Vincent Lindon       | Forest Whitaker      | Hajdu István     |
| Zoé                   | Marie Drion          | Mary Mouser          | Hermann Lilla    |
| Lord Arnold           | Philippe Nahon       | Nick Jameson         | Reviczky Gábor   |
| Gildas                | Amanda Lear          | Jess Harnell         | Tahi Tóth László |
| Hector                | Jeremy Prevost       | Dave Wittenberg      | Végh Péter       |
| Mamular               | Jean-Marc Lentretien | Jean-Marc Lentretien |                  |
| Eperfalvi Hájas János | N/A                  | John DiMaggio        | Bognár Tamás     |
| Lensflair             | N/A                  | Rob Paulsen          | Harsányi Gábor   |
| Denevérek             | N/A                  | Rob Paulsen          | Szokol Péter     |